# Instytut Dendrologii Polskiej Akademii Nauk
Instytut Dendrologii w Kórniku – placówka naukowa Polskiej Akademii Nauk w Kórniku (główna siedziba w tzw. Nowym Arboretum przy ul. Parkowej, zaś Las Doświadczalny w dzielnicy Zwierzyniec). Prowadzi badania nad roślinami drzewiastymi (drzewami i krzewami) w zakresie nauk biologicznych i ma uprawnienia do nadawania stopnia naukowego doktora nauk biologicznych w dyscyplinie biologia oraz doktora nauk rolniczych w dyscyplinie nauki leśne.

## Struktura
Instytut był dawniej zorganizowany w pracownie naukowe. W 2020 r. było ich 7. W wyniku reorganizacji wprowadzonej 3 grudnia 2020 r. pracownie te zostały przekształcone 5 zakładów naukowych. Biblioteka Instytutu gromadzi publikacje z zakresu dendrologii, botaniki, fizjologii i genetyki drzew, leśnictwa, ekologii i ochrony środowiska (ponad 47 tys. woluminów książek, czasopism i wydawnictw specjalnych). Zielnik Instytutu ma w swoich zbiorach ponad 74 tys. arkuszy – głównie rośliny drzewiaste i krzewiaste Europy Środkowej, wschodniej i zachodniej części obszaru basenu Morza Śródziemnego, a także Azji Południowo-Zachodniej.
Las Doświadczalny Zwierzyniec k. Kórnika oraz powierzchnie doświadczalne Instytutu w innych częściach kraju (Babiogórski Park Narodowy, Babki, Bytów, Choczewo, Choszczno, Głogów, Gołdap, Janów Lubelski, Lubawka, Lubień, Międzylesie, Milicz, Niepołomice, Nowy Targ, Ostrowiec Świętokrzyski, Puławy, Sława Śląska, Sokółka, Stepnica, Sulechów, Susz, Syców, Szczebra, Tuchola, Wymiarki) obejmują szerokie spektrum gatunków drzew.
Do Instytutu należy także Arboretum Kórnickie z imponującą kolekcją roślin drzewiastych pochodzących z umiarkowanej strefy półkuli północnej (Europa, Azja, Ameryka Północna). Jest to najstarsze arboretum w Polsce – jego historia datuje się od założenia w drugiej połowie XVIII wieku parku w stylu francuskim przez hrabiego Tytusa Działyńskiego. Dzięki badaniom naukowym, nowe i stare gatunki i odmiany drzew i krzewów z Arboretum są rozmnażane w Szkółkach Kórnickich.
- Dyrektor – prof. dr hab. Andrzej M. Jagodziński[3][4]
- Przewodniczący Rady Naukowej – prof. dr hab. Małgorzata Mańka[4]

## Zadania
Zgodnie ze statutem, do zadań Instytutu należy prowadzenie prac badawczych w zakresie szeroko pojętej biologii drzew i krzewów, a w szczególności:
- systematyki i chorologii,
- adaptacji drzew i krzewów obcego pochodzenia,
- rozmnażania, selekcji i hodowli,
- genetyki,
- biologii nasion,
- fizjologii roślin drzewiastych,
- mikoryzy drzew leśnych i ozdobnych,
- fitopatologii,
- ekologii drzew lasotwórczych,
- bioenergetyki roślin drzewiastych,
- fizjologii stresów abiotycznych u roślin drzewiastych.

## Zakłady
W ramach ID PAN działają:
1. Zakład Biogeografii i Systematyki
2. Zakład Biologii Rozwoju
3. Zakład Ekologii
4. Zakład Genetyki i Interakcji Środowiskowych
5. Zakład Związków Symbiotycznych

## Historia
Ustawa z dnia 30 lipca 1925 r. o Zakładach Kórnickich (Dz.U. z 1925 r., poz. 592) postanowiła „założenie i utrzymanie Zakładu badania, tak na stokach gór, jak i na równinach, wszystkiego, co wchodzi w zakres hodowli, życia, ochrony i należytego wyzyskania wszelkiego rodzaju drzew, tak w kraju istniejących, jak zagranicznych, mogących się krajowi zdać, leśnych, ogrodowych, użytkowych, owocowych i ozdobnych, ich drewna, owoców, liści, soków”.
Po kilkuletnich przygotowaniach, 1 lipca 1933 roku Fundacja Zakłady Kórnickie utworzyła Zakład Badania Drzew i Lasu (z działami: Dendrologii i Pomologii, Biologii Lasu, Techniczno-Leśnym oraz Organizacyjno-Propagandowym).
Od 1 marca 1950 roku Zakład został przejęty przez Ministerstwo Szkół Wyższych i Nauki (jako dzierżawa na czas nieokreślony). Ministerstwo zmieniło nazwę placówki na Zakład Dendrologii i Pomologii.
Od 1952 roku Zakład stał się placówką Wydziału Nauk Biologicznych Polskiej Akademii Nauk. W 1962 roku placówka zmieniła nazwę na Zakład Dendrologii i Arboretum Kórnickie PAN. Uchwałą Prezydium PAN została od 1975 roku przekształcony w Instytut Dendrologii PAN.

## Wydawnictwa

### Czasopisma naukowe
Placówka zainicjowała powstanie kilku czasopism naukowych:
- Wiadomości z Ogrodów Kórnickich (w 1936 r.)
- Pamiętnik Zakładu Badania Drzew i Lasu (w 1945 r.)
- Prace Zakładu Dendrologii i Pomologii w Kórniku (w 1950 r.)
- Arboretum Kórnickie (w 1955 r.)
- Dendrobiology (w 2000 r.).

### Wydawnictwa seryjne
- Biologia sosny zwyczajnej
- Chorology of Trees and Shrubs in South-West Asia Adjacent Regions
- Nasze drzewa leśne (monografie popularnonaukowe)